# Pinasse (pirogue)
Pour les articles homonymes, voir Pinasse.

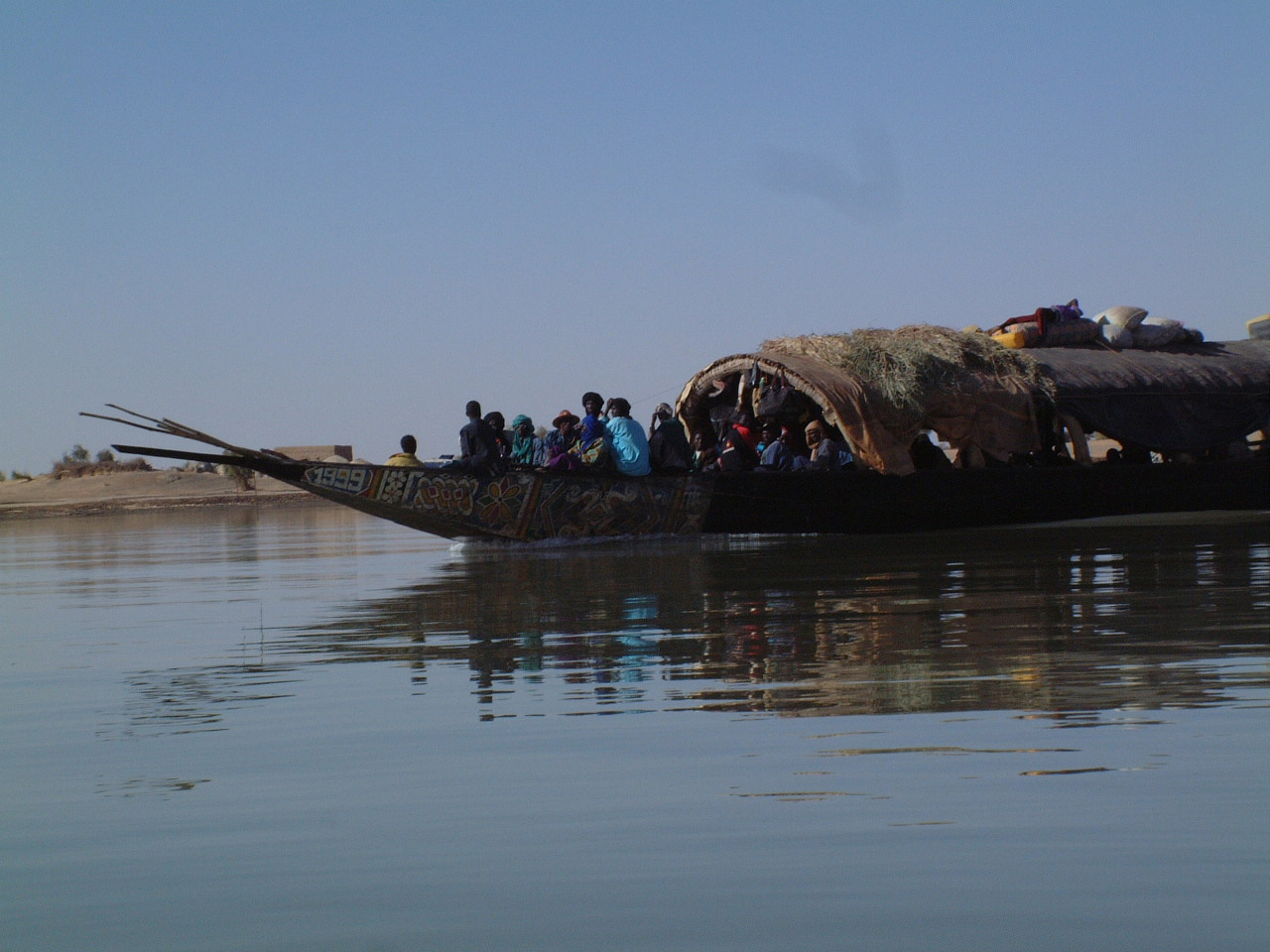
Pinasse collective sur le fleuve Niger près de Mopti, au Mali.

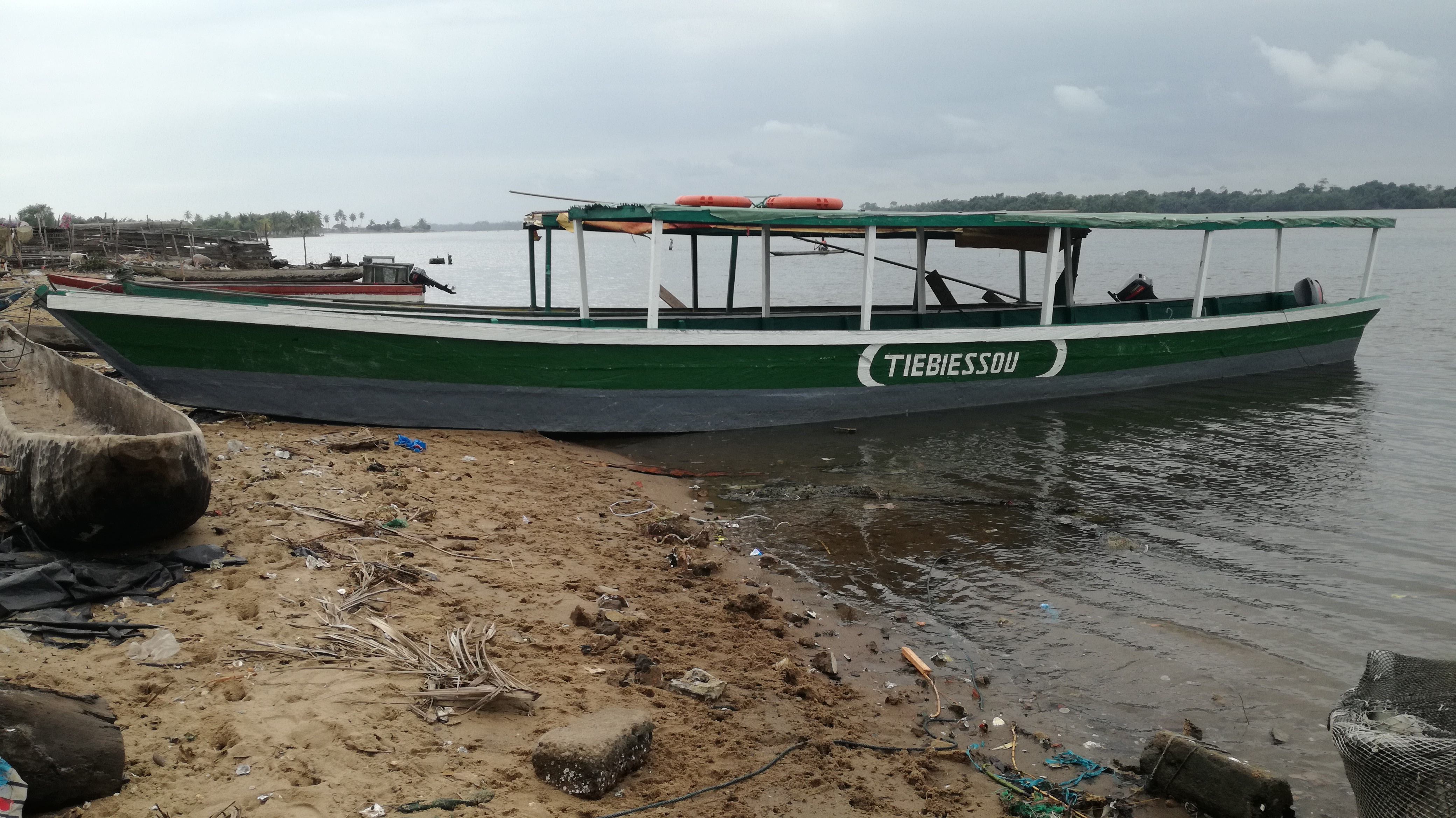
Grande pinasse à Lahou Kpanda, en Côte d'Ivoire

La pinasse est un type de pirogue traditionnelle sur le fleuve Niger, et sur ses affluents. C'est l'embarcation de prédilection du peuple Bozo, et des agriculteurs vivant sur les rives du Niger. Elle sert aux agriculteurs qui travaillent au bord de ce fleuve.

## Typologie
Il existe trois catégories de pinasse :
- pinasse collective ou grande pinasse ;
- pinasse de pêcheur ou petite pinasse ;
- pinasse touristique.

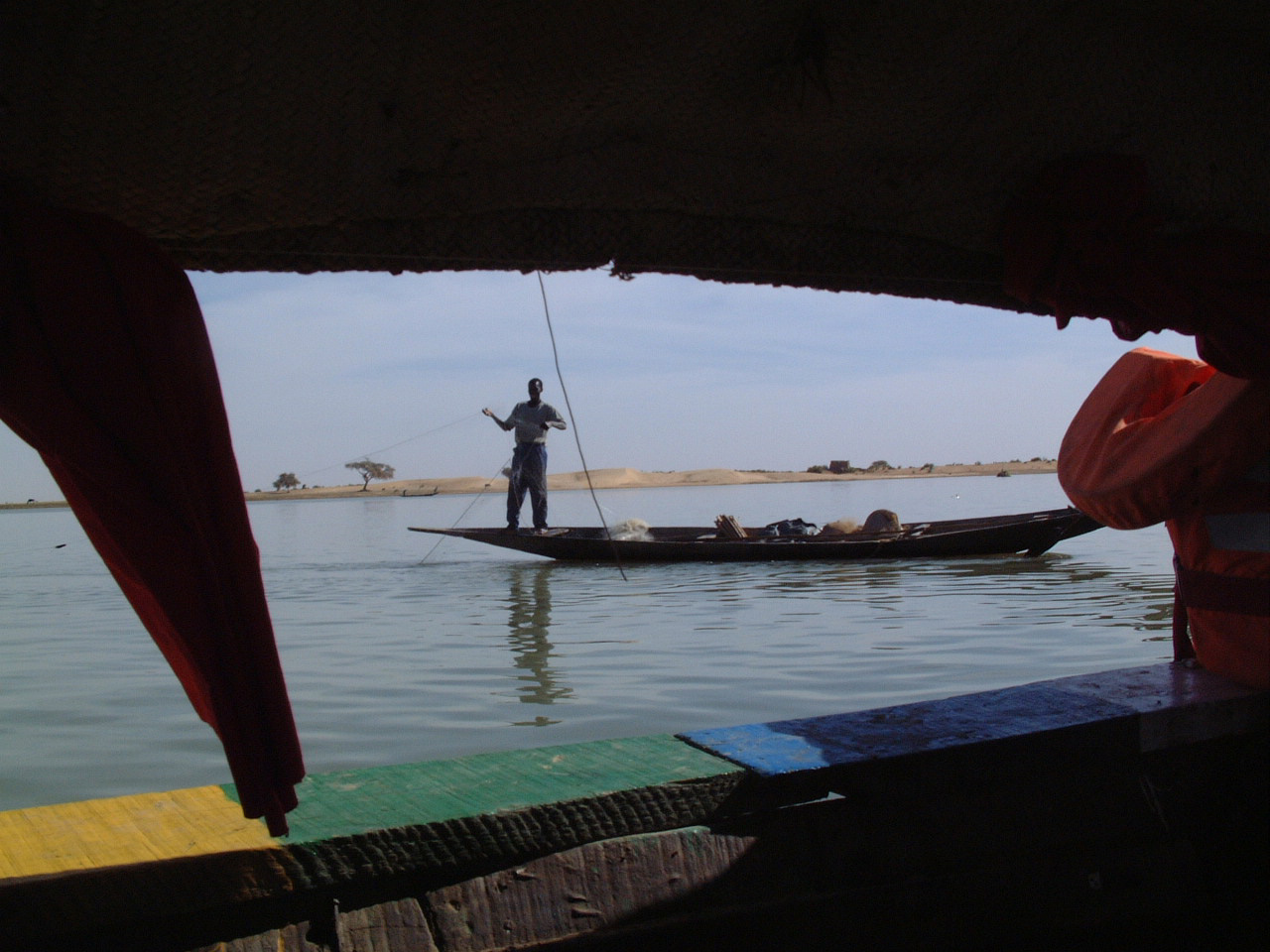
Pêcheur Bozo sur le fleuve Niger près de Gao, au Mali.
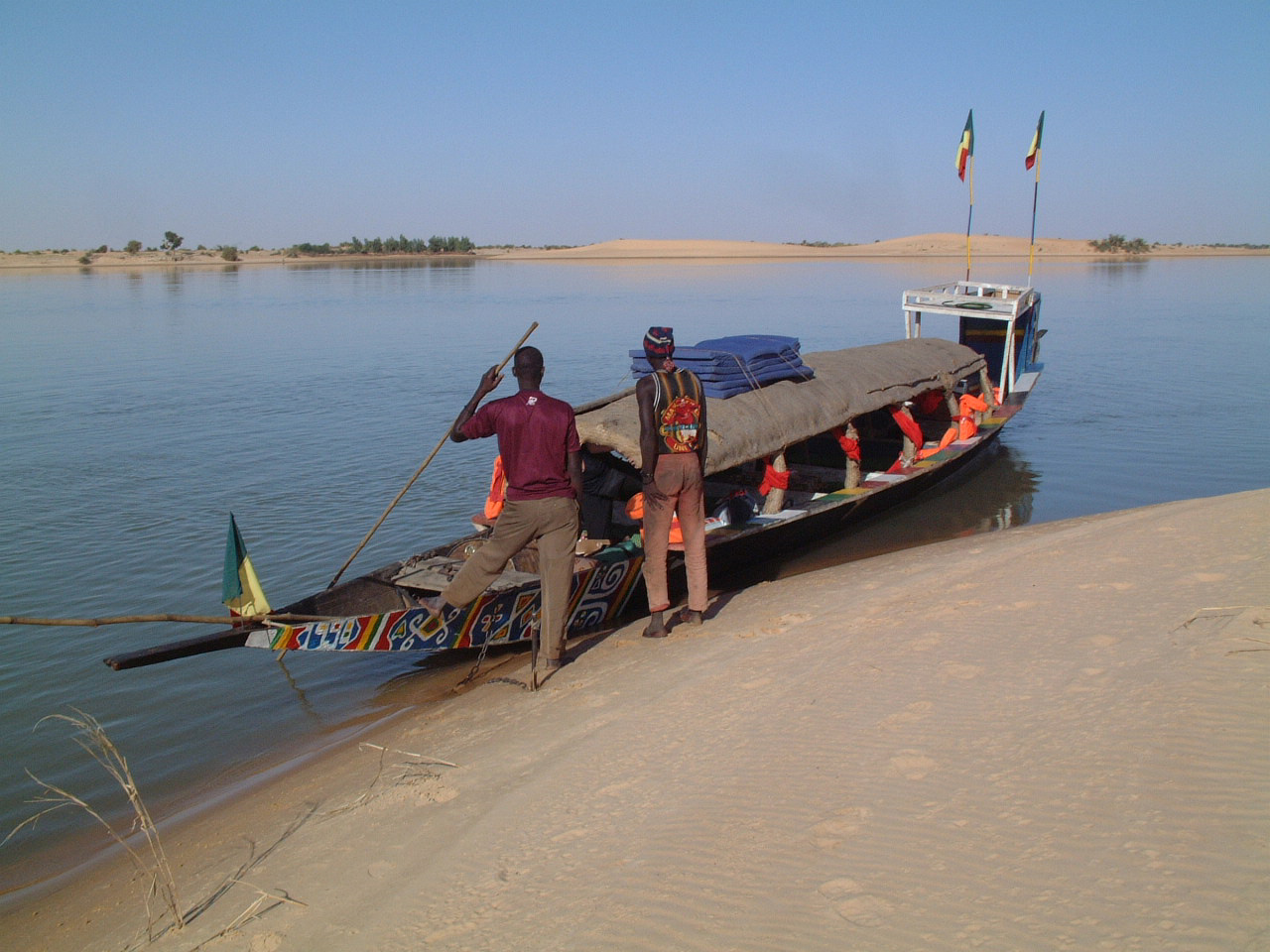
Pinasse touristique sur le fleuve Niger près de Tombouctou, au Mali.